# Pont de Vuosaari
Le pont de Vuosaari (en finnois : Vuosaaren silta) est un pont reliant les quartiers Vartiokylä et Vuosaari à Helsinki en Finlande,,. 

## Présentation
Le pont de Vuosaari enjambe la baie Vartiokylänlahti.
Il mesure 415,7 mètres de long et 18,5 mètres de large. 
Une fois terminé, c'était l'un des ponts les plus longs de Finlande, avec le pont de Lapinlahti de 597 mètres.
Le pont est relié à la rue Meripellontie du côté de Vartiokylä et à la Vuotie à Meri-Rastila du côté de Vuosaari.
Le pont de Vuosaari a été rénové en décembre 2019,.

## Ponts voisins
Le pont Vuosaaren raittisilta pour la circulation douce, a été achevé en 2018 entre le pont de Vuosaari et le pont du métro de Vuosaari.

## Galerie

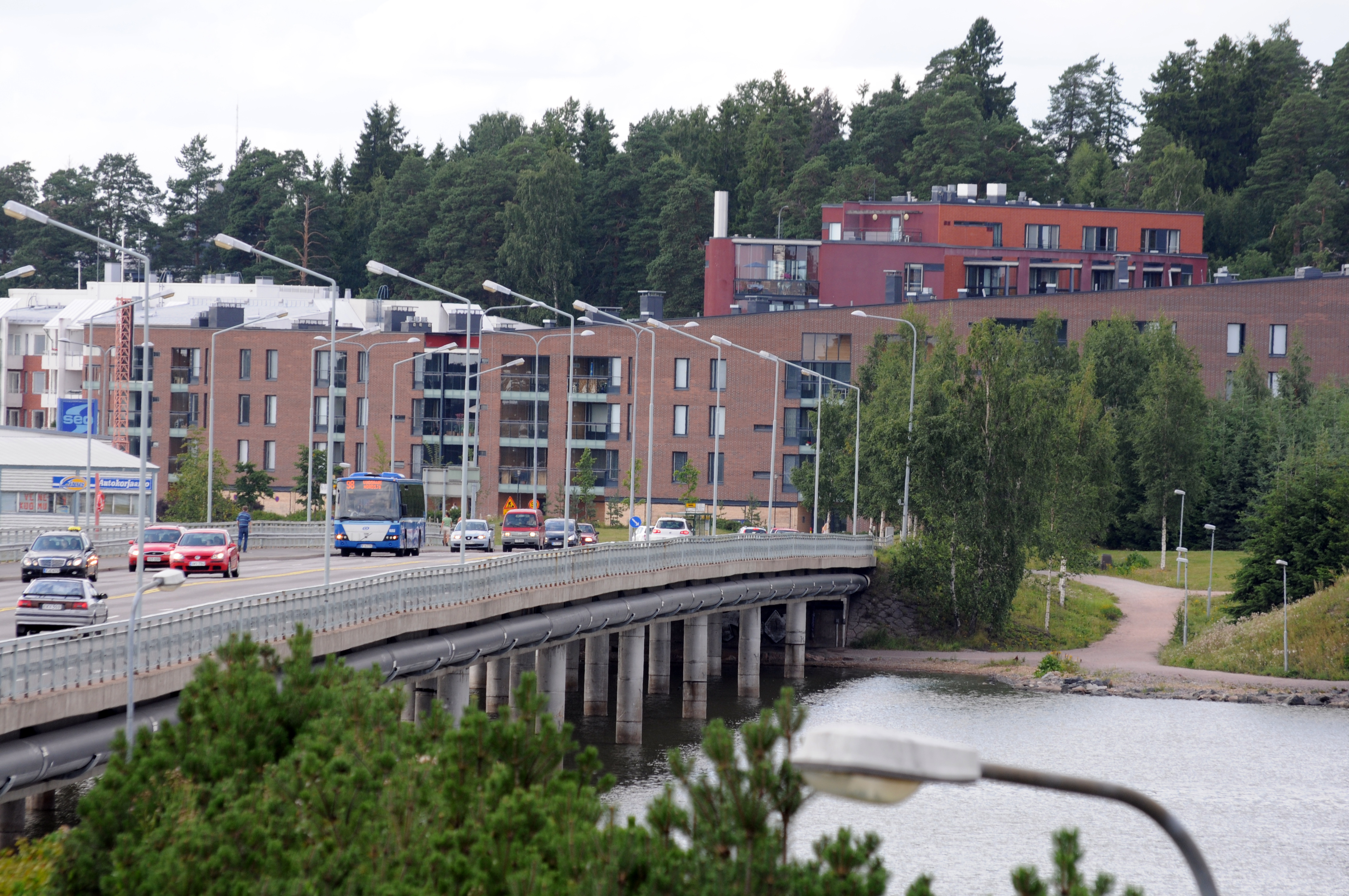
Le pont en 2011.
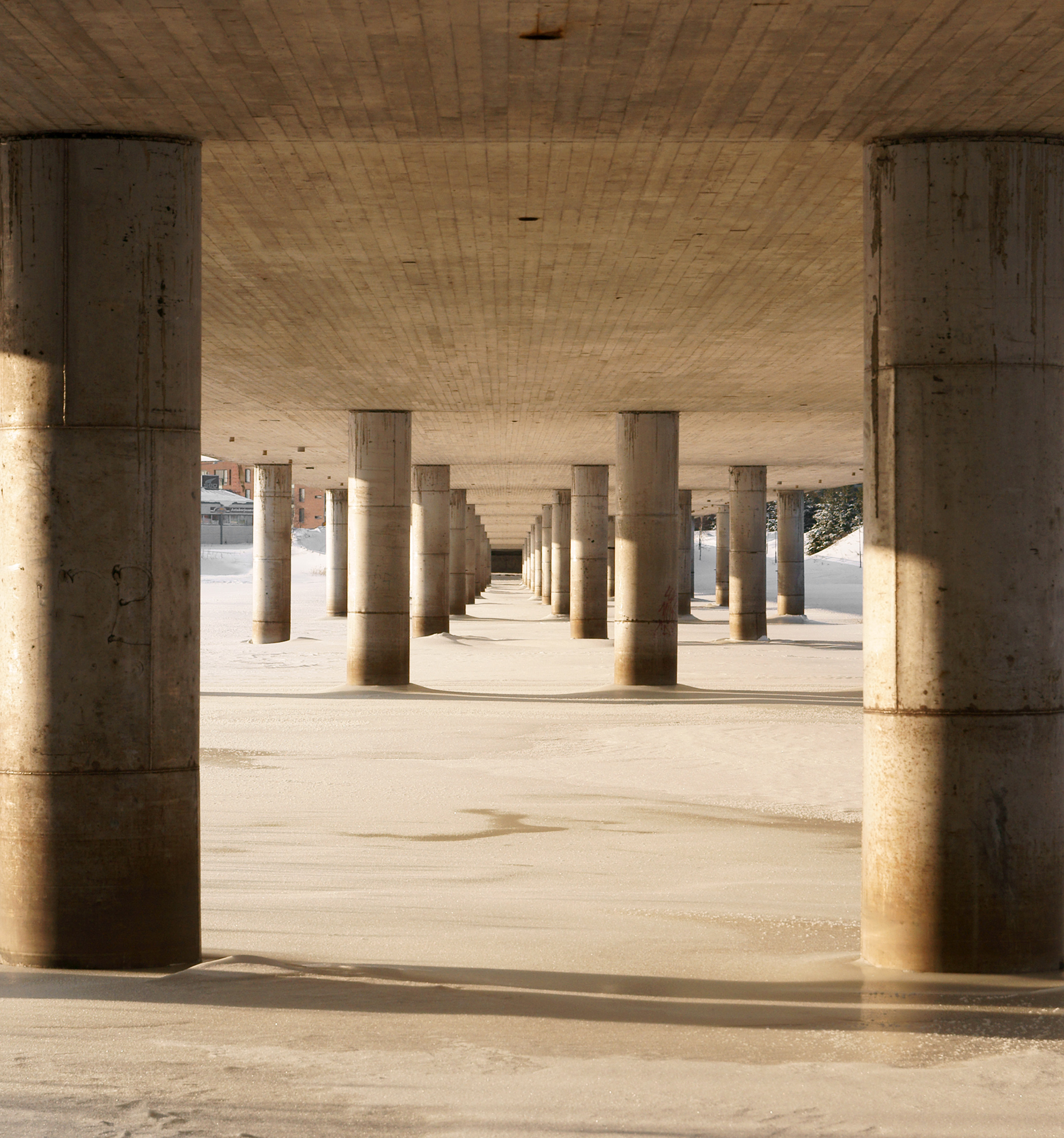
Sous le pont.
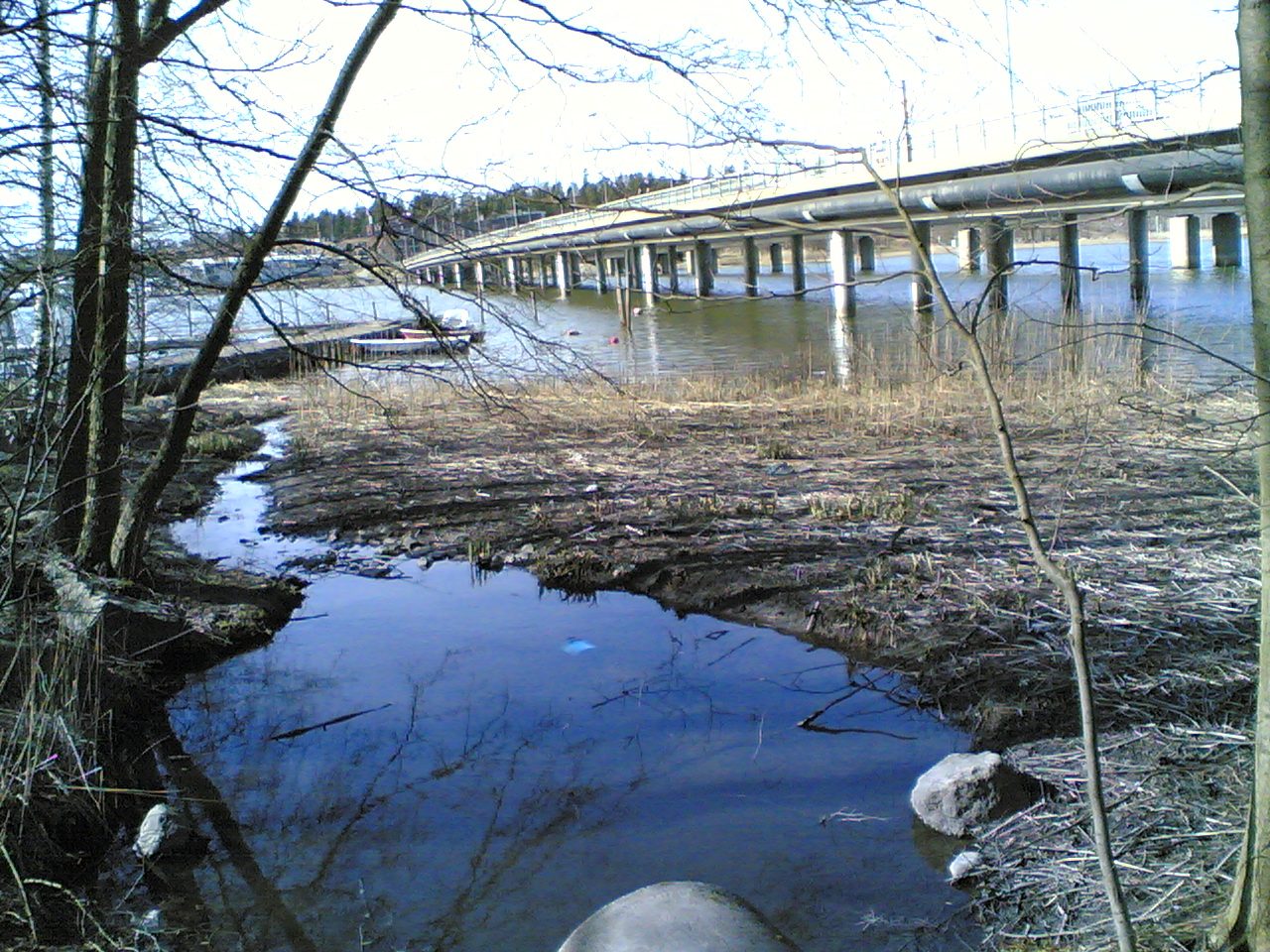
Le pont en 2015.
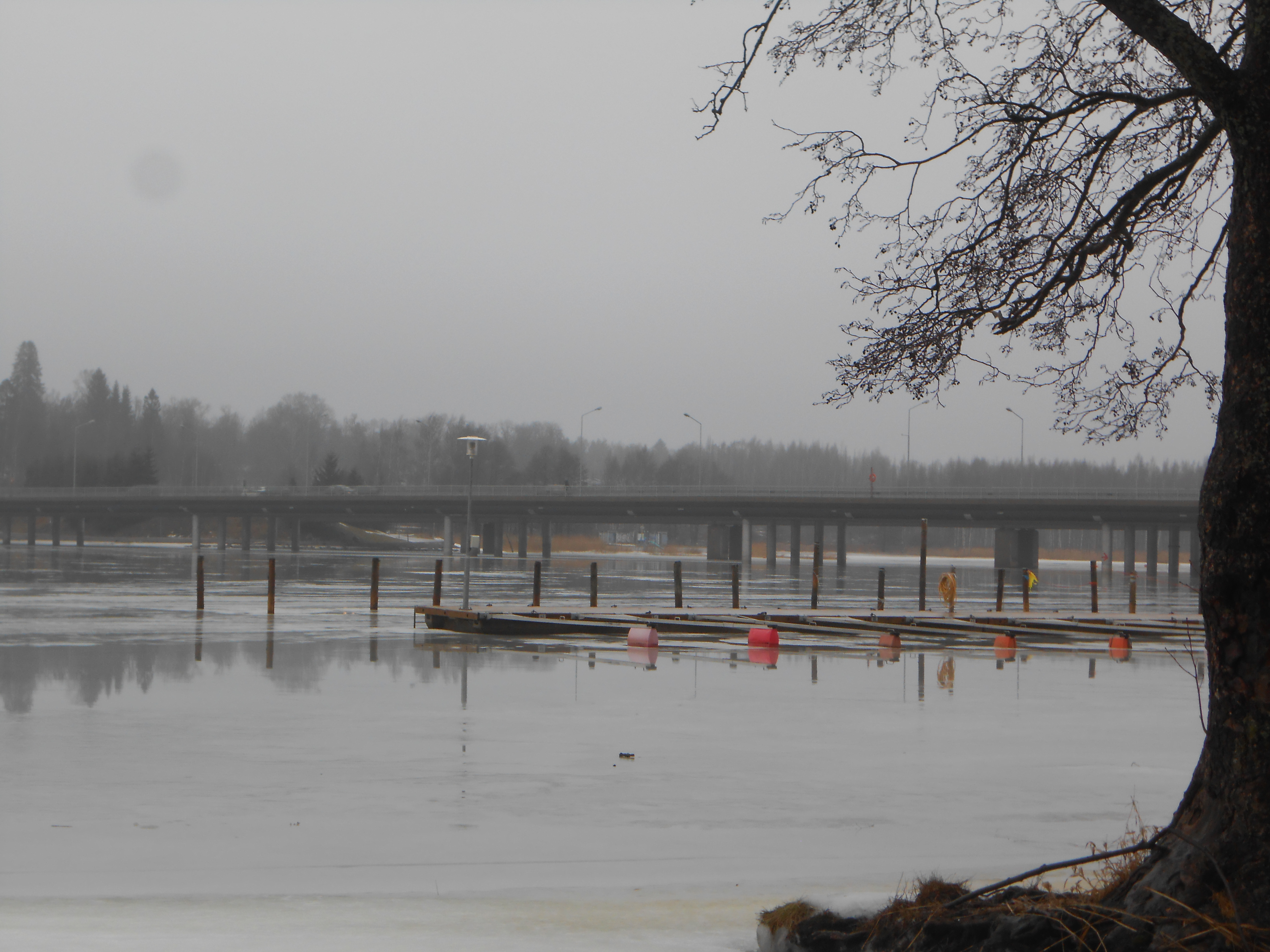
Le pont en 2017.